# Franco Dalla Valle
Franco Dalla Valle SDB (* 2. August 1945 in Crespano del Grappa, Provinz Treviso, Italien; † 2. August 2007 in Cuiabá, Mato Grosso, Brasilien) war ein italienischer Ordensgeistlicher, Missionar und römisch-katholischer Bischof von Juína in Brasilien.

## Leben
Franco Dalla Valle trat der Ordensgemeinschaft der Salesianer Don Boscos bei und legte am 16. Mai 1963 die erste Profess ab. Von 1963 bis 1967 folgte das Philosophiestudium in Foglizzo, von 1969 bis 1972 das Theologiestudium in Castellammare di Stabia. Er empfing am 26. August 1972 die Priesterweihe auf dem Colle Don Bosco. 1963 ging er nach Brasilien in die Mission und arbeitete u. a. in Ananindeua, in Manaus, in Porto Velho und in Ji-Paraná. Er war von 1990 bis 1991 Novizenmeister, von 1992 bis 1997 Provinzial.
Am 23. Dezember 1997 wurde er von Papst Johannes Paul II. zum ersten Bischof des mit gleichem Datum gegründeten Bistums Juína ernannt. Die Bischofsweihe spendete ihm der Papst persönlich am 6. Januar 1998 in Rom; Mitkonsekratoren waren die Kurienerzbischöfe Giovanni Battista Re und Jorge María Mejía. Sein Wahlspruch lautete Evangelizar. Im Sinne dieses Leitwortes gründete u. a. den diözesanen Rundfunksender FM Nazaré und eine Bistumszeitung.
Franco Dalla Valle verstarb 2007 als amtierender Bischof an seinem 62. Geburtstag an den Folgen einer Herzoperation.